# Ádám Martin
Ádám Martin (Szeged, 1994. november 6. –) magyar válogatott labdarúgó, ballábas csatár. Jelenleg a Paks játékosa.

## Pályafutása
A labdarúgással már óvodásként kezdett megismerkedni. Az édesapja vitte a kilenc kilométerre található Bordányba, Vincze Ferenc nevelőedzőhöz került és egészen 2008-ig nála nevelődött.

### Róla mondták
Félénk kissrácként ismertem meg, és el is telt fél év, mire a többi gyerekhez hasonlóan feloldódott. – A szülei rendszeresen hordták, ő pedig egyre jobban beilleszkedett. Szerette az edzéseket, a feladatokat mindig megcsinálta, és ugyan akadt rajta kívül is két-három ügyes gyerek, de ő azért számított különlegesnek, mert ballábas volt. Érdekelte, szerette a futballt, és értékelte a szülei áldozatvállalását. Sok tornán vettünk részt, amelyen gólkirály vagy legjobb játékos volt. A bordányi gyerekekhez jártak üllési, zákányszéki és forráskúti fiatalok is, igyekeztem figyelni arra, hogy a nem helyit ne idegenítsék el a többiek. – Vincze Ferenc, egykori nevelőedzője.
2008-ban egy évre Tisza Volán SC-hez került.

### Klubcsapatokban

#### Vasas
A 2009–2010-es szezonban került a Vasas akadémiájára. 2014– 2015-ös szezonban debütált az ekkor még az másodosztályban szereplő Vasas első csapatában. Huszonnyolcszor lépett pályára, hétszer volt kezdő és tizenegyszer volt csere, ötször csak nevezték, ezeken a mérkőzéseken hét gólt szerzett. A Magyar Kupában egyszer a Ligakupában pedig ötször lépett pályára és egy gólt szerzett. A következő szezonban már az első osztályban léphetett pályára. Huszonnégy mérkőzésen két gólt szerzett, a Magyar Kupában pedig kétszer jutott lehetőséhez, gólt nem szerzett. A 2016–2017-es szezonban bronzérmes és Magyar Kupa ezüstérmet szerzett a piros-kék klubbal. 2017. július 7-én 2019-ig szóló szerződést írt alá a Vasassal.
A 2017-2018-as szezonban huszonhétszer lépett pályára a bajnokságban és két gólt szerzett. Az Európa-ligában két mérkőzésen összesen negyvenegy percet kapott és gólt nem tudott szerezni. A 2018-2019-es szezonban tizenötször lépett pályára a bajnokságban és három gólt szerzett. A Magyar kupa 6. fordulójában Nagykőrösön a Nagykőrösi Kinizsi FC csapata elleni meccs második félidejében lépett pályára Király Botond cseréjeként. Két gólt szerzett a Vasas 4-1-re győzött. A 7. fordulóban Kazincbarcika vendégeként kezdőként lépett pályára és gólt szerzett. Az Angyalföldi klub 4-2-re győzött. 
2019. január 14-én közös megegyezéssel szerződést bontott az angyalföldi klubbal, majd egy nappal később aláírt a szintén másodosztályú Kaposvári Rákóczihoz.

#### Kaposvári Rákóczi
2019. január 16-án a Siófok elleni 1-1-re végződő felkészülési mérkőzésen kezdőként debütált új klubjában. A szabad 17-es mezszámba játszott, a szünetben lecserélték gólt nem szerzett, csak helyzetig jutott ami a kapu felett hagyta el a labda a játékteret.
Február 3-án a Mosonmagyaróvári TE otthonában a bajnokságban is bemutatkozott. A 66-os mezszámban játszott, a mérkőzés 49. percében gólt is szerzett, amivel 1-0-ra győzött az új klubja.
Március 10-én a Siófok otthonában, a mérkőzés 43. percében megszerezte a harmadik gólját az új klubja színeiben. A mérkőzést a Kaposvár nyert 2-0-ra.
Március 31-én  a Győr vendégeként lépett pályára az ETO Parkban, a 88. percben gólt szerzett, a mérkőzést végül a Győr nyerte 3-2-re. Május elsején a bajnokság 35. fordulójában a Balmazújváros ellen lépett pályára, a mérkőzés 16. percében megszerezte a vezetést a Kaposvárnak, melyet végül a zöld-fehér klub nyert meg 2-0-ra. Május  5-én a Vác elleni mérkőzés 65. percében lépett pályára csereként és a 93. percben győztes gólt szerzett. Egy héttel később a Dorog elleni mérkőzésen kezdőként lépett pályára, a 74. percben gólt szerzett majd 4 perccel később lecserélték a csapat pedig 5-2-re győzött. 19-én a bajnokság utolsó fordulójában a Soroksár elleni haza mérkőzésen szintén kezdőként lépett pályára, a 90. percben betalált és ezzel beállította a 3-1-s végeredményt.
A 2019-20-as szezonban 30 mérkőzésen lépett pályára a bajnokságban és 5 gólt szerzett, mellyel házi gólkirály lett. A csapat végül az utolsó helyen zárt a tabellán és kiesett a másodosztályba.

#### Paks
2020. július 10-én a Paksi FC a saját honlapján jelentette be hogy szerződést írt alá a zöld-fehér együtteshez. A 2020–21-es idényben 28 bajnoki mérkőzésen 8 gólt szerzett a 4. helyezett csapat tagjaként.
2022. április 23-án a Zalaegerszeg ellen 3–2-re megnyert bajnoki mérkőzésen mesterhármast ért el. A 2021–2022-es szezon végén 31 góllal gólkirályi címet szerzett.

#### Ulszan HD
2022 júliusában a dél-koreai élvonalban szereplő csapathoz igazolt. 2022. augusztus 13-án a Tegu FC ellen 4–0-ra megnyert hazai mérkőzésen gólt lőtt és gólpasszt adott. Augusztus 21-én a Kimcson Szangmu FC ellen a K-League 24. fordulójában az ő két góljával győztek 2–1-re. Szeptember 7-én a Szuvon elleni bajnoki mérkőzésen győztes gólt fejelt. Négy nappal később a Pohang Steelers elleni bajnokin a 36. percben tizenegyesből talált be. Október 1-jén a K Liga 1 rájátszásában nyolc perccel becserélése után büntetőből betalált az Incheon elleni mérkőzésen. A csapat szurkolói augusztus hónap legjobb játékosának választották. Október 8-án a Jeonbuk elleni bajnokin a 75. percben csereként lépett pályára, a hosszabbításban duplázott, csapata így 2–1-re megnyerte a sorsdöntő mérkőzést. Október 16-án a Kangvon vendégeként 2–1-re győztek, Martin csereként lépett pályára a második félidő 67. percében, majd gólpasszt adott, a 86. percben a győztes gólt is megszerezte csapatának. 2023. szeptember 19-én a thaiföldi Pathum United ellen 3–1-re megnyert ázsiai Bajnokok Ligája csoportmérkőzésen mesterhármast ért el.
2024. július 5-én két év után elhagyta a dél-koreai együttest. 2022 óta 67 mérkőzésen 24 gólt és kilenc gólpasszt ért el a csapat színeiben. Kétszer dél-koreai bajnoki címet ünnepelhetett, és szerepelt az ázsiai Bajnokok Ligájában is (tíz találkozón öt gólt szerzett a sorozatban).

#### Asztérasz Trípolisz
2024. július 21-én vált hivatalossá, hogy pályafutását Görögországban, az Asztérasz Trípolisz csapatában folytatja. Az első öt fordulóját követően gól és gólpassz nélkül állt a bajnokságban, ezért a görög sportlapok is bírálták a teljesítményét. Ő erre a ,,A nehéz napok a legjobbak, mert ilyenkor születnek a bajnokok" idézettel válaszolt.

#### Paksi FC
2024. december 18-án jelentették be, hogy visszatér a Pakshoz.

### A magyar válogatottban
2022 márciusában meghívót kapott Marco Rossi szövetségi kapitánytól a szerbek és az északírek elleni válogatott mérkőzésekre készülő magyar válogatott 24 fős keretébe.
2022. június 14-én az Anglia ellen 4–0-ra megnyert Nemzetek Ligája mérkőzésen – a 68. percben csereként beállt, majd – 2 gólpasszt adott. 2023. március 23-án az Észtország ellen 1–0-ra megnyert felkészülési mérkőzésen szerezte első gólját a nemzeti csapatban. 2023. március 27-én a Bulgária ellen 3–0-ra végződő Európa-bajnoki selejtező mérkőzésen ő állította be a végeredményt.

## Sikerei, díjai

### Klubcsapatokkal
Vasas
- NB II bajnok (1): 2014–15
- NB II ezüstérmes (1): 2012–13
- NB I bronzérmes (1): 2016–17
- Magyar kupa döntős (1): 2017

 Kaposvári Rákóczi
- NB II ezüstérmes (1): 2018–19

 Paksi FC
- Magyar kupa döntős (1): 2022
- Magyar kupagyőztes (1): 2025[43]
- NB I bronzérmes (1): 2024–25
- Gólkirály: 2021–22 (31 gól)

 Ulszan HD
- K League 1 (3): 2022, 2023,[44] 2024

### Egyéni elismerések
- Az idény legjobb játékosa (RangAdó Gála, 2022. május 17.)[45]
- Forráskút díszpolgára (2022)[46]

## Statisztika

### Klubcsapatokban
2025. augusztus 3-i állapot szerint.
| Klub                | Szezon         | Bajnokság | Bajnokság | Kupa  | Kupa  | Ligakupa | Ligakupa | Nemzetközi | Nemzetközi | Összesen | Összesen |
| Klub                | Szezon         | Mérk.     | Gólok     | Mérk. | Gólok | Mérk.    | Gólok    | Mérk.      | Gólok      | Mérk.    | Gólok    |
| ------------------- | -------------- | --------- | --------- | ----- | ----- | -------- | -------- | ---------- | ---------- | -------- | -------- |
| Vasas               | 2012–13        | 11        | 2         | 2     | 0     | 4        | 0        | —          | —          | 17       | 2        |
| Vasas               | 2013–14        | 18        | 4         | 0     | 0     | 5        | 0        | —          | —          | 23       | 4        |
| Vasas               | 2014–15        | 23        | 7         | 1     | 0     | 5        | 1        | —          | —          | 29       | 8        |
| Vasas               | 2015–16        | 21        | 2         | 2     | 0     | —        | —        | —          | —          | 23       | 2        |
| Vasas               | 2016–17        | 24        | 7         | 6     | 1     | —        | —        | —          | —          | 30       | 8        |
| Vasas               | 2017–18        | 27        | 2         | 1     | 0     | —        | —        | 2          | 0          | 30       | 2        |
| Vasas               | 2018–19        | 15        | 3         | 2     | 3     | —        | —        | —          | —          | 17       | 6        |
| Vasas               | Összesen       | 139       | 27        | 14    | 4     | 14       | 1        | 2          | 0          | 169      | 32       |
| Kaposvár            | 2018–19        | 13        | 8         | 1     | 0     | —        | —        | —          | —          | 14       | 8        |
| Kaposvár            | 2019–20        | 30        | 5         | 2     | 1     | —        | —        | —          | —          | 32       | 6        |
| Kaposvár            | Összesen       | 43        | 13        | 3     | 1     | —        | —        | —          | —          | 46       | 14       |
| Paks                | 2020–21        | 28        | 8         | 3     | 0     | —        | —        | —          | —          | 31       | 8        |
| Paks                | 2021–22        | 32        | 31        | 3     | 0     | —        | —        | —          | —          | 35       | 31       |
| Paks                | Összesen       | 60        | 39        | 6     | 0     | —        | —        | —          | —          | 66       | 39       |
| Ulszan HD           | 2022           | 14        | 9         | 1     | 0     | —        | —        | —          | —          | 15       | 9        |
| Ulszan HD           | 2023           | 30        | 5         | 2     | 2     | —        | —        | 5          | 5          | 37       | 12       |
| Ulszan HD           | 2024           | 10        | 3         | —     | —     | —        | —        | 5          | 0          | 15       | 3        |
| Ulszan HD           | Összesen       | 54        | 17        | 3     | 2     | —        | —        | 10         | 5          | 67       | 24       |
| Asztérasz Trípolisz | 2024–25        | 8         | 0         | 1     | 2     | —        | —        | —          | —          | 9        | 2        |
| Asztérasz Trípolisz | Összesen       | 8         | 0         | 1     | 2     | —        | —        | —          | —          | 9        | 2        |
| Paks                | 2024–25        | 9         | 2         | 3     | 0     | —        | —        | —          | —          | 12       | 2        |
| Paks                | 2025–26        | 1         | 0         | —     | —     | —        | —        | —          | —          | 1        | 0        |
| Paks                | Összesen       | 10        | 2         | 3     | 0     | —        | —        | —          | —          | 13       | 2        |
| Teljes karrier      | Teljes karrier | 314       | 98        | 30    | 9     | 14       | 1        | 12         | 5          | 370      | 113      |

### A válogatottban
| Magyarország | Magyarország | Magyarország | Magyarország |
| Év           | Mérk.        | Gólok        |              |
| ------------ | ------------ | ------------ | ------------ |
| 2022         | 10           | 0            |              |
| 2023         | 9            | 3            |              |
| 2024         | 9            | 0            |              |
| Összesen     | 28           | 3            |              |

### Mérkőzései a válogatottban
| Magyarország | Magyarország         | Magyarország                            | Magyarország        | Magyarország | Magyarország        | Magyarország    | Magyarország | Magyarország |
| #            | Dátum                | Helyszín                                | Hazai               | Eredmény     | Vendég              | Kiírás          | Gólok        | Esemény      |
| ------------ | -------------------- | --------------------------------------- | ------------------- | ------------ | ------------------- | --------------- | ------------ | ------------ |
| 1.           | 2022. március 24.    | Budapest, Puskás Aréna                  | Magyarország        | 0 – 1        | Szerbia             | barátságos      | -            | 70'          |
| 2.           | 2022. március 29.    | Belfast, Windsor Park                   | Észak-Írország      | 0 – 1        | Magyarország        | barátságos      | -            | 72'          |
| 3.           | 2022. június 4.      | Budapest, Puskás Aréna                  | Magyarország        | 1 – 0        | Anglia              | Nemzetek Ligája | -            | 88'          |
| 4.           | 2022. június 7.      | Cesena, Dino Manuzzi Stadion            | Olaszország         | 2 – 1        | Magyarország        | Nemzetek Ligája | -            | 87'          |
| 5.           | 2022. június 11.     | Budapest, Puskás Aréna                  | Magyarország        | 1 – 1        | Németország         | Nemzetek Ligája | -            | 69' 90'      |
| 6.           | 2022. június 14.     | Wolverhampton, Molineux Stadion         | Anglia              | 0 – 4        | Magyarország        | Nemzetek Ligája | -            | 68'          |
| 7.           | 2022. szeptember 23. | Lipcse, Red Bull Arena                  | Németország         | 0 – 1        | Magyarország        | Nemzetek Ligája | -            | 67'          |
| 8.           | 2022. szeptember 26. | Budapest, Puskás Aréna                  | Magyarország        | 0 – 2        | Olaszország         | Nemzetek Ligája | -            | 75'          |
| 9.           | 2022. november 17.   | Luxembourg, Stade de Luxembourg         | Luxemburg           | 2 – 2        | Magyarország        | barátságos      | -            | 58'          |
| 10.          | 2022. november 20.   | Budapest, Puskás Aréna                  | Magyarország        | 2 – 1        | Görögország         | barátságos      | -            | 53'          |
| 11.          | 2023. március 23.    | Budapest, Puskás Aréna                  | Magyarország        | 1 – 0        | Észtország          | barátságos      | 1            | 41' 60'      |
| 12.          | 2023. március 27.    | Budapest, Puskás Aréna                  | Magyarország        | 3 – 0        | Bulgária            | Eb-selejtező    | 1            | 39' 59'      |
| 13.          | 2023. június 17.     | Podgorica, Városi stadion               | Montenegró          | 0 – 0        | Magyarország        | Eb-selejtező    | -            | 58'          |
| 14.          | 2023. június 20.     | Budapest, Puskás Aréna                  | Magyarország        | 2 – 0        | Litvánia            | Eb-selejtező    | -            | 60'          |
| 15.          | 2023. szeptember 7.  | Belgrád, Rajko Mitić Stadion            | Szerbia             | 1 – 2        | Magyarország        | Eb-selejtező    | -            | 77'          |
| 16.          | 2023. október 14.    | Budapest, Puskás Aréna                  | Magyarország        | 2 – 1        | Szerbia             | Eb-selejtező    | -            | 84'          |
| 17.          | 2023. október 17.    | Kaunas, S. Darius és S. Girėnas Stadion | Litvánia            | 2 – 2        | Magyarország        | Eb-selejtező    | -            | 90+2'        |
| 18.          | 2023. november 16.   | Szófia, Vaszil Levszki Nemzeti Stadion  | Bulgária            | 2 – 2        | Magyarország        | Eb-selejtező    | 1            | 10' 74'      |
| 19.          | 2023. november 19.   | Budapest, Puskás Aréna                  | Magyarország        | 3 – 1        | Montenegró          | Eb-selejtező    | -            | 77'          |
| 20.          | 2024. március 22.    | Budapest, Puskás Aréna                  | Magyarország        | 1 – 0        | Törökország         | barátságos      | -            | 80'          |
| 21.          | 2024. március 26.    | Budapest, Puskás Aréna                  | Magyarország        | 2 – 0        | Koszovó             | barátságos      | -            | 46'          |
| 22.          | 2024. június 8.      | Debrecen, Nagyerdei stadion             | Magyarország        | 3 – 0        | Izrael              | barátságos      | -            | 57' 90+2'    |
| 23.          | 2024. június 15.     | Köln, RheinEnergieStadion (GER)         | Magyarország        | 1 – 3        | Svájc               | Eb-csoportkör   | -            | 79'          |
| 24.          | 2024. június 19.     | Stuttgart, MHPArena                     | Németország         | 2 – 0        | Magyarország        | Eb-csoportkör   | -            | 75'          |
| 25.          | 2024. június 23.     | Stuttgart, MHPArena (GER)               | Skócia              | 0 – 1        | Magyarország        | Eb-csoportkör   | -            | 74'          |
| 26.          | 2024. szeptember 7.  | Düsseldorf, Merkur Spiel-Arena          | Németország         | 5 – 0        | Magyarország        | Nemzetek Ligája | -            | 66'          |
| 27.          | 2024. szeptember 10. | Budapest, Puskás Aréna                  | Magyarország        | 0 – 0        | Bosznia-Hercegovina | Nemzetek Ligája | -            | 82'          |
| 28.          | 2024. október 14.    | Zenica, Bilino Polje Stadion            | Bosznia-Hercegovina | 0 – 2        | Magyarország        | Nemzetek Ligája | -            | 78'          |
|              | Összesen             |                                         |                     | 28           | mérkőzés            |                 | 3            | gól          |